# 미야지마 부두

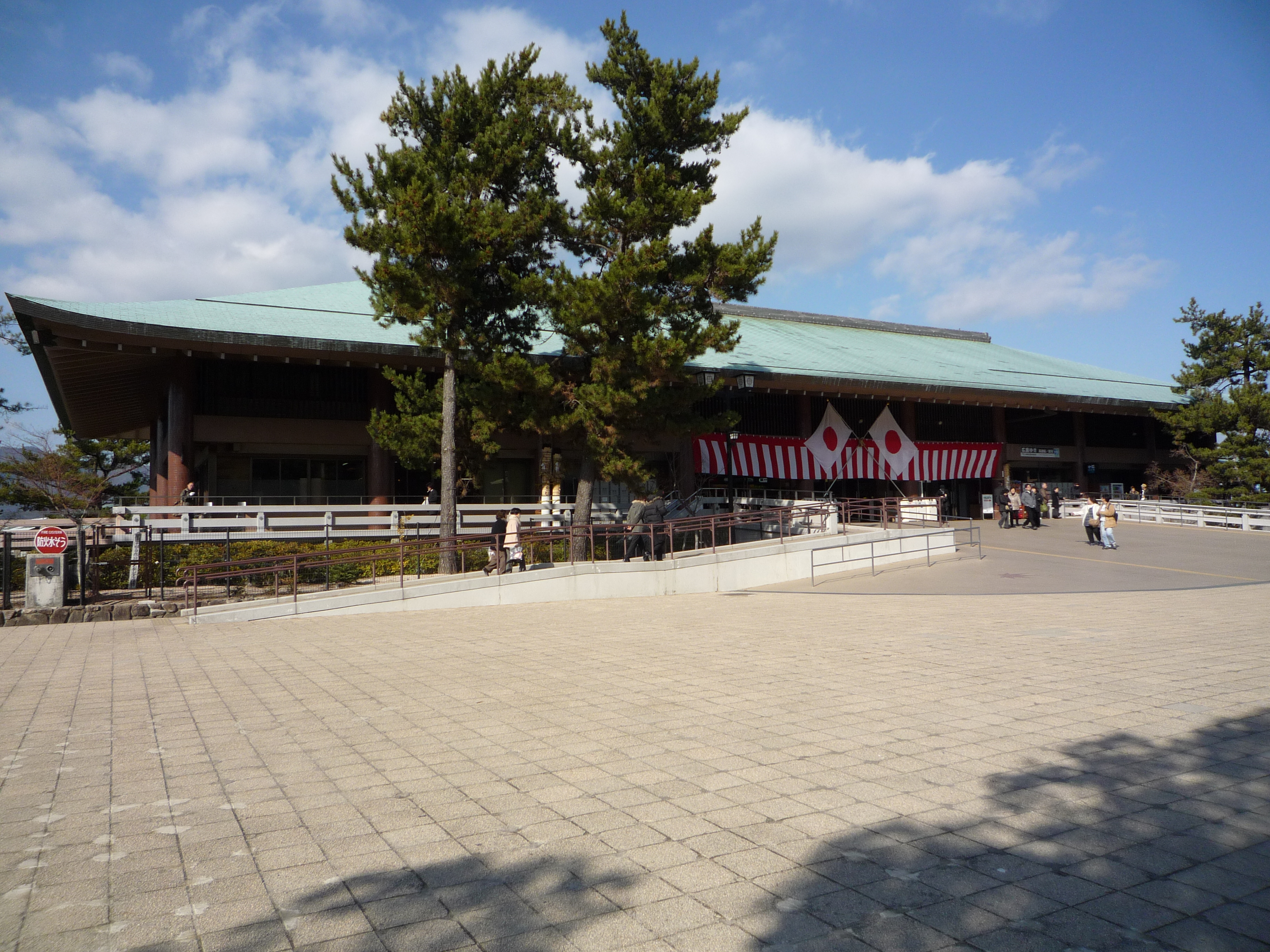
미야지마 부두

미야지마 부두(宮島桟橋 미야지마산바시[*])는 일본 히로시마현 하쓰카이치시 이쓰쿠시마섬 (미야지마) 내에 있는 JR 니시니혼 미야지마 페리의 미야지마 연락선과 미야지마 마쓰다이 기선의 미야지마 항로의 이쓰쿠시마섬 측의 부두이다.
인접하는 3호 부두를 포함해 미야지마항 부두(宮島港桟橋 미야지마코산바시[*])라고 부르기도 한다.
1호 부두는 JR 니시니혼 미야지마 페리, 2호 부두는 미야지마 마쓰다이 기선이 운영하고 있다. 3호 부두는 역사 밖의 가장 북쪽에 있는 부두로 히로시마항과 이쓰쿠시마를 연결하는 세토우치 시라인, 히로시마 평화기념공원 및 미야지마구치 니시부두와 이쓰쿠시마섬을 연결하는 아쿠아넷 히로시마 등이 이용하고 있다.